# Взятие Эривани (1827)
Взятие Эрива́ни — результат осады Отдельным Кавказским корпусом Русской императорской армии столицы Эриванского ханства города-крепости Эривани (Еревана) в ходе Русско-персидской войны (1826—1828). Осада завершилась 1 (14) октября 1827 года и стала кульминацией нескольких попыток (в 1804 и 1808 годах) установления контроля Российской империи над городом — самым значительным символом персидского могущества на территории Армянского нагорья.
Подготовка к операции была начата ещё в начале 1827 года, её план был разработан генералом А. П. Ермоловым, а активную фазу возглавил сменивший его генерал-адъютант И. Ф. Паскевич. Большую помощь русским войскам на всей территории Эриванского и Нахичеванского ханств оказывало местное армянское население, представляя разведывательную информацию, поддерживая добровольческими отрядами и провиантом. По этой причине за время военной кампании армяне подвергались массовом убийствам и насильственному переселению южнее Аракса.
Взятие Эривани имело большое значение для Российской империи, так как открыло путь для дальнейшего продвижения русских войск в Закавказье и Иранский Азербайджан. После этой победы русская армия смогла укрепить свои позиции в регионе и продолжить дальнейшие военные операции против персидской армии в рамках военной кампании.

## Предыстория
Ещё задолго до завоевания Россией Закавказья к её руководству многократно обращались армянские политические и духовные лидеры с просьбами об освобождении от персидского и османского владычества.
Русско-персидская война (1804—1813) закончилась решительной победой Российской империи. Не желая принять поражение и условия Гюлистанского мира, а также принимая во внимание сложную внутриполитическую обстановку в России, связанную со смертью Александра I и восстанием декабристов, персидский наследный принц Аббас Мирза спровоцировал новую войну (1826—1828), когда его войска перешли границу, обозначенную в Гюлистанском договоре.
Первые нападения персов на русские пограничные посты и местный отряд численностью до 650 человек при 2-х орудиях под командованием полковника Л. Я. Северсамидзе в районе села Мирак произошли внезапно 16 (29) июля. Тогда же 5-ти тысячный персидский отряд, в который входили как курды, так и карапапахи, во главе с братом Эриванского сардара Гассан-ханом начал продвижение к Каракалисам, тем самым отрезав русским путь к Гумрам. Армянские жители села, а также небольшой русский казачий пост, вели оборонительные бои, но силы были не равны. В итоге персидские отряды полностью уничтожили село, часть жителей была убита, а часть взята в плен. Ещё одну попытку наступления на передовые русские отряды персидская армия предприняла в районе озера Севан. А 19 июля (1 августа) персы напали на территорию Карабаха, входившего с 1805 года в состав России. Под натиском превосходящих сил, практически повсеместно, русская армия была вынуждена отступать, а мусульманское население симпатизировало противнику.
Аббас-Мирза, перейдя севернее Аракса, уже после овладения русскими войсками некоторыми населенными пунктами, планировал отвоевать Эчмиадзин, Тифлис, Гянджу и Карабах. Его основной целью было сковать силы русских войск, тем самым вынудив Паскевича отказаться от похода на Тебриз.
К осени 1827 года ситуация в войне резко изменилась. Русская армия достигла значительных успехов, одержав ряд крупных побед, а именно: 3 (15) сентября 1826 года русскими войсками под командованием генерала В. Г. Мадатова был взят город Шамхор, что вынудило персов снять осаду с Шуши; к 14 (26) сентября под командованием генерал-адъютанта И. Ф. Паскевича и В. Г. Мадатова был взят Елизаветполь; 7 (19) июля 1827 года под натиском русских войск пала крепость Аббас-Абад; в августе произошло крупная битва — Ошаканская, результатом которой стало снятие осады с Эчмиадзина, расположенного в нескольких десятках верст от Эривани; а в сентябре пала крепость Сардарапат. Именно после занятия Сардарапата Паскевичем было принято решение идти на юг для овладения Эриванской крепостью.

### Планы и силы сторон
Русское командование к весне 1827 года имело два плана действий, которые предполагали наступление русских частей с территории Карабаха на Тебриз, чтобы отвлечь внимание противника от главных русских сил, ставящих целью овладение городом. По первому плану русские части, дислоцированные на территории Карабаха, должны были начать наступление на Тебриз, отвлекая внимание противника от главных русских сил, ставящих целью овладение столицей Эриванского ханства. После сосредоточения войск на территории Карабаха, главные русские силы должны были начать наступление на Тебриз, отрезав пути снабжения персидских отрядов, расположенных на территории Нахичеванского и Эриванского ханств.
Однако генерал А. П. Ермолов, являвшийся в это время главноуправляющим Кавказским краем, был не согласен с обоими проектами как в части стратегии продвижения, так и в количестве задействованной живой силы, и предложил свой, альтернативный вариант. Он представил докладную записку начальнику Главного штаба Русской императорской армии генералу И. И. Дибичу, в которой подробно изложил свой план взятия Эривани: первой целью он ставил овладение территорией Нахичеванского ханства (Нахичевань и Аббас-Абад), далее, по его плану, было необходимо объединиться с Карабахским отрядом русской армии, тем самым отрезав все возможные пути снабжения Эриванской группировки персов, а также ставя под угрозу безопасность Тебриза. Далее — овладеть Эриванью. В марте того же года свою подробную программу взятия Эриванского ханства Ермолов направил генералу К. Х. Бенкендорфу. В программе Алексей Петрович отдельно подробно остановился и предупреждал Бенкендорфа о возможных действиях персов, связанных с угоном армянского населения в качестве заложников вглубь Персии, а для предотвращения подобных действий он выделял специальный отряд.
Дибич нашёл неприемлемым некоторые пункты плана Ермолова, а после знакомства с предложением Николая I, император писал в ответ:
Я со всем вниманием прочёл предложение о кампании и решение по этой части предоставляю Вам и Паскевичу. Что же касается до осенней кампании, если персяне окажутся не сговорчивыми, то необходимо начать её взятием Тавриза; а оттуда можно действовать согласно плана. ... Во всяком случае, я воспрещаю по той стороне Аракса принятие всякого заявления подданства России; мы можем признать независимость ханств, но не присоединение их к нашей империи; нам достаточно Эривани с компанией. Удовольствуемся этим и не зайдём далеко в наших расчётах
28 марта (9 апреля) 1827 года по повелению Николая I Ермолов, ранее написавший прошение об отставке, был заменён генерал-адъютантом И. Ф. Паскевичем.

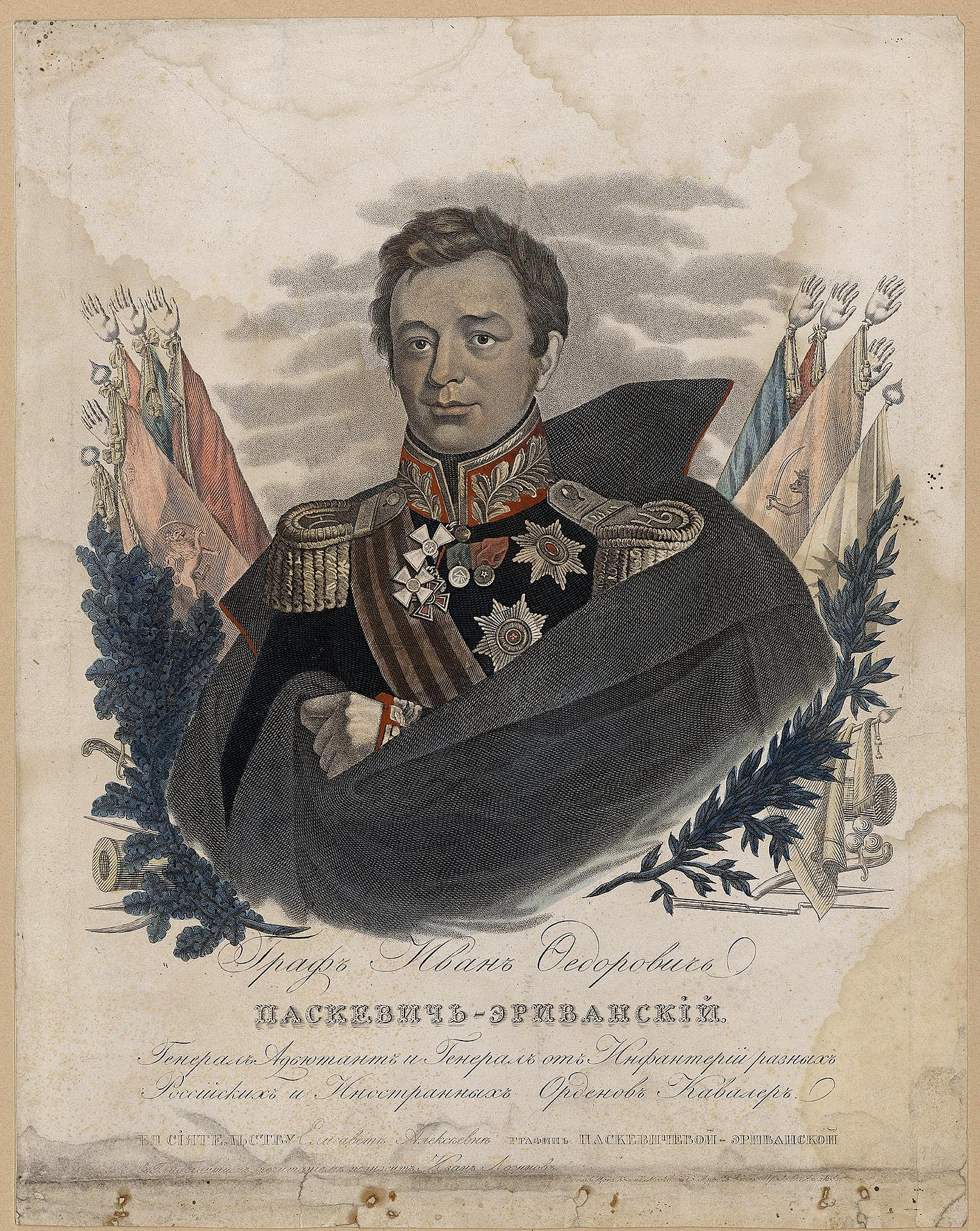
Портрет Ивана Фёдоровича Паскевича, художник Джордж Доу
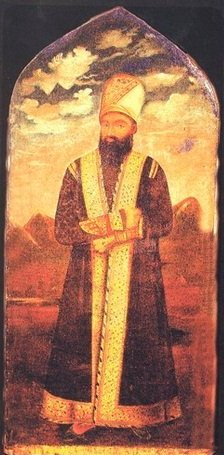
Портрет последнего хана Эривани Хусейн-хан Каджара, художник Мирза Кадым Эривани

### Эриванская крепость
Крепость состояла из двух высоких стен, расположенных параллельно, между ними находилось узкое пространство, представляющее собой специальное препятствие. С внешней стороны наружной стены располагался глубокий ров, окружающий крепость с трёх сторон. На внешней стене располагались бойницы и фальконеты. На внутренней стене в закрытых башнях располагались орудия.
Гарнизон Эриванской крепости, заранее подготовленной к обороне (были усилены крепостные стены, накоплен запас снаряжения и провианта), перед самой осадой состоял из 7 тысяч бойцов при 22 орудиях. По другим данным, в Эривани сосредоточились около 2 тысяч сарбазов и 4 тысяч кавалеристов, также имелось 35—38 орудий с лафетами, 2 гаубицы и 7—9 мортир.
На момент осады за оборону крепости отвечал брат ранее сбежавшего сардара Эривани Хусейн-хана Каджара — Гассан-хан. Он заблаговременно начал усиливать оборону крепости, которая была построена в 1582—1583 годах при османах, захвативших регион в 1554 году. В 1604 году Эривань был отвоёван у турок-османов Сефевидской Персией. Армяне, насильно согнанные в крепость в качестве живого щита, составляли большинство её населения.

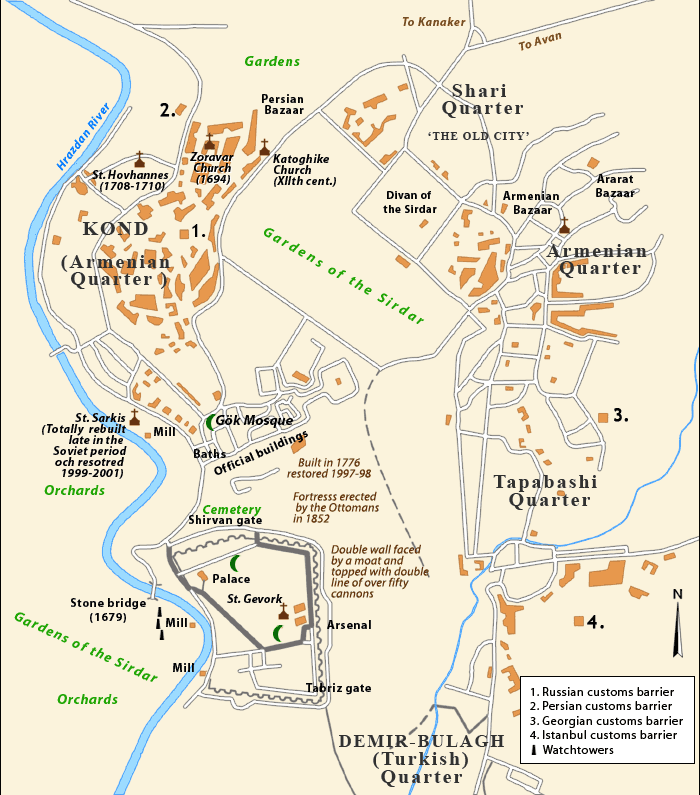
План города, 1827 год
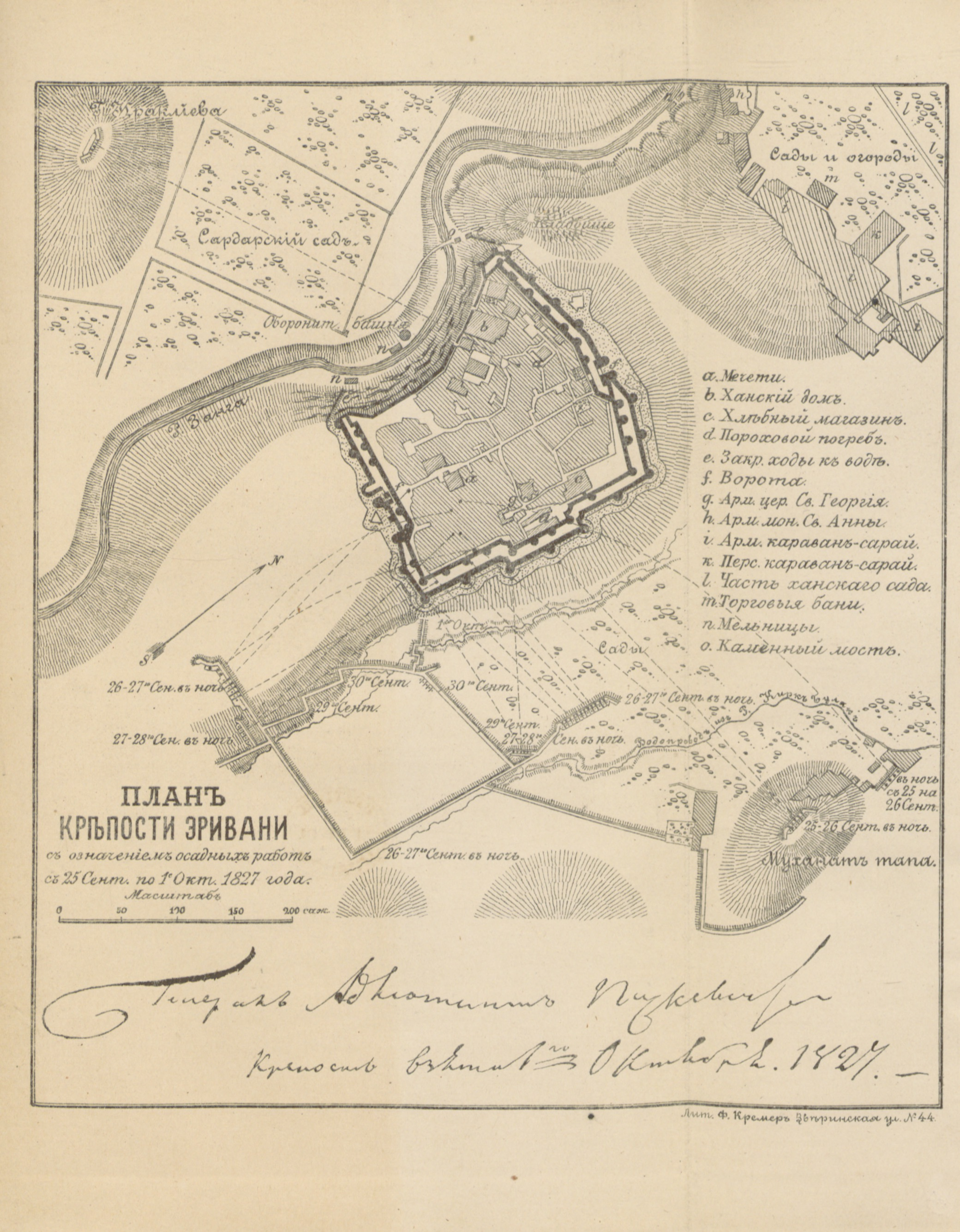
План крепости с обозначением осадных работ. Карта с автографом генерала. И.Ф. Паскевича, 1827 год

|                                       |  |
| Макет крепости, Музей истории Еревана |  |

## Боевые действия в ходе войны
В самом начале апреля 1827 года отряд под командованием К. Х. Бенкердорфа и по приказу И. Ф. Паскевича выдвинулся на Эривань. В районе населённого пункта Джалал Оглы (Степанаван) к отряду присоединился один батальон Тифлисского пехотного полка и два казачьих полка с артиллерией в количестве 12 единиц. К 7 (20) апреля отряд был на Памбакской равнине. Погодные условия и заснеженность путей передвижения сильно осложняли его продвижение.

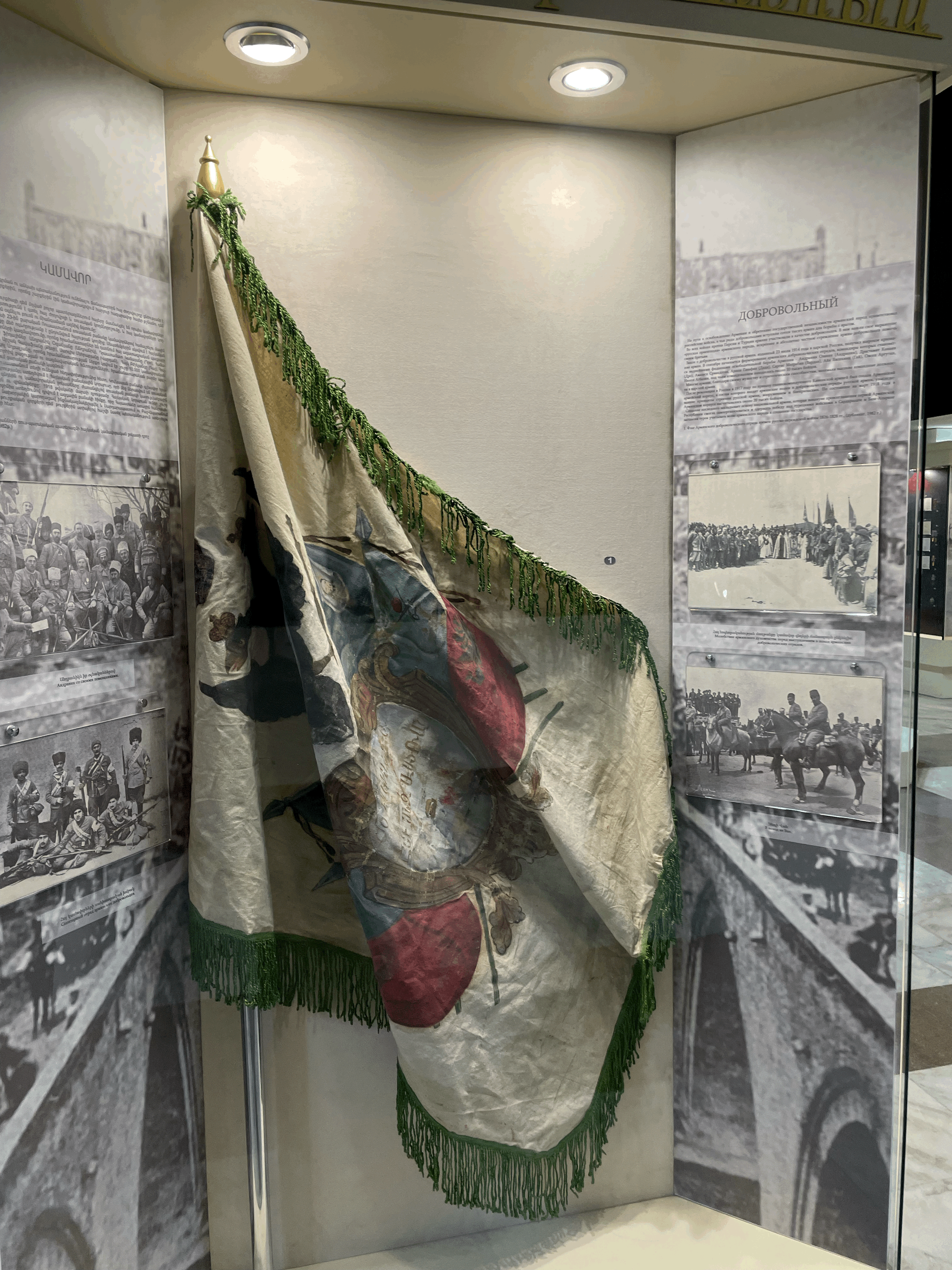
Знамя армянского добровольческого соединения, Музей русско-армянской дружбы, Абовян

Сразу после получения известия о начале движения русских войск, начались массовые убийства армянского населения и насильственное переселение их южнее реки Аракс. Это делалось для того, в том числе, чтобы лишить наступающие русские войска материальной и иной помощи, которую обеспечивало армянское население. Священный для армян город Эчмиадзин с первопрестольным монастырём обезлюдил. К 13 (26) апреля город практически без боя был сдан персами отряду Бенкендорфа. Армянское население на всей территории Эриванского и Нахичеванского ханств оказывало всяческую помощь русским войскам, прежде всего, выступая в качестве лазутчиков и предоставляя ценную информацию о месторасположении, составе, запасах и численности персидских войск. Именно благодаря армянам, русское командование обладало всей полнотой информации о состоянии воинских частей и внутренней ситуации на подконтрольной Персии территории. Армяне также оказывали существенную поддержку в транспортировке провианта для нужд русской армии и организацию добровольческих воинских формирований.
К апрелю по донесениям армян была получена информация о том, что персидская сторона начала свозить боеприпасы и провиант в Эриванскую крепость. Также в крепость насильно сгоняли мирное армянское население, запланировав использовать его в качестве живого щита (по некоторым оценкам, число армян на территории крепости могло достигать 12 000 человек).
Для улучшения ситуации со снабжением войск, главные силы отряда Бенкендорфа выступили в сторону Сардарапата и Талина, оставив часть отряда на охранение Эчмиадзина, однако попытка овладеть Сардарапатом не увенчалась успехом. 23 апреля (6 мая) части отряда Бенкендорфа в количестве 5 тысяч человек пехоты выдвинулись в сторону Эривани, 25 апреля (8 мая) приступив к осаде Эриванской крепости. Бенкендорф отводил гарнизону крепости сутки на добровольную сдачу, однако расчёт генерала не оправдался. 1 (14) мая был начат обстрел крепости девятью лёгкими орудиями, не причинивший особого вреда. Главные силы экспедиционного Кавказского корпуса под командованием И. Ф. Паскевича выступили из Тифлиса 1 июня. Состоял отряд из 4800 пехотинцев, 800 кавалеристов и 3 тысяч всадников иррегулярной конницы с 24 орудиями. 8 июня отряд был уже у стен Эчмиадзина, где его встретил архиепископ Нерсес Аштаракеци с армянским духовенством.
Не достигнув значительных успехов, прежде всего, в виду отсутствия осадного вооружения, 19 июня (2 июля) К. Х. Бенкендорф был снят Паскевичем, а осаду возглавил А. И. Красовский со своей 20-й дивизией (за исключением одной бригады, находящейся в Карабахе) и двумя казачьими полками. Однако и у Красовского не было серьёзных успехов в осаде крепости. Причиной, помимо проблем с фуражом и отсутствием осадной артиллерии, которая ожидалась не раньше августа, была изнурительная жара, установившаяся на территории Араратской равнины. Зной стал причиной эпидемий и значительного числа выбывших из строя солдат, и в дальнейшем привёл к временному снятию осады, когда Красовский принял решение отвести войска на более прохладные территории Апаранского нагорья, обеспеченные, к тому же, водой. В ночь на 21 июня (4 июля) русские части незаметно для противника сняли осаду крепости, двинувшись к Эчмиадзину, и далее, оставив в городе один батальон Севастопольского полка с пятью орудиями и одну армянскую конную сотню, разделившись, проследовали к местечку Дженгули и Судаген.

Из доклада И. Ф. Паскевича начальнику Главного штаба И. И. Дибичу 10 июня 1827 года:
Находящийся здесь армянский архиепископ  Нерсес всевозможные средства употребляет, дабы усилить наше влияние в здешнем крае, я нашёл сего архиепископа трудящегося о соединении всех армянских племён на пользу России
Эриванский сардар, в свою очередь, понимая, что отступление русских войск носит временный характер, незамедлительно начал подготовку к будущей обороне.
По замыслу Паскевича, его войска должны были захватить Аббас-Абад и Нахичевань, тем самым, отрезав Эривань от Персии и создать угрозу взятия Тебриза — как и писал ранее Ермолов. 7 июля был занят Аббас-Абад — крепость, построенная при содействии английских специалистов, а несколько ранее (23 июня (6 июля)) — Нахичевань.
К середине августа, после получения отказа от начальника гарнизона Эчмиадзина на требование сдачи, часть 30-тысячной группировки персидской армии, в количестве 2 тысяч сарбазов и 500 кавалеристов, приступила к его осаде. В ходе артиллерийского обстрела сильно пострадал Эчмиадзинский монастырь. После получения известий о тяжелейшем положении Эчмиадзинского гарнизона, Красовский с отрядом, по разным данным, от 2,5 до 3 тысяч человек пехоты и кавалерии, 100 добровольцев-армян с 12 орудиями, выступил к Эчмиадзину. 16 августа (29 августа) у деревни Ошакан произошло крупное сражение, в котором персидские силы превосходили русские в 10 раз. Несмотря на это, русскому отряду удалось снять осаду с Эчмиадзина.
В начале сентября Паскевич узнал о ситуации в районе Эчмиадзина и начал движение на север, однако войска Аббаса-Мирзы избежали столкновения с русскими и ушли южнее Аракса. Из-за недостатка провизии в районе Эриванской крепости, Паскевич принял решение взять путь на Сардарапат, где под руководством Фат-Али-хана было сосредоточено 2 тысячи сарбазов с 12 орудиями и значительными запасами провианта в районе крепости. Ко второй декаде сентября к крепости подошли также силы Красовского с осадной артиллерией. 15 сентября (28 сентября) Гассан-хан, незаметно пробравшийся в крепость, принял командование гарнизоном на себя. 3 сентября (16 сентября) началась осада, через два дня тяжёлая артиллерия начала обстрел крепости. Не выдержав натиск русских войск, через 4 дня гарнизон был вынужден бежать. Скрытно бежал в Эривань и Гассан-хан.

## Взятие крепости
После взятия Сардарапата, русская армия практически в полном составе приступила к блокаде Эривани. Ещё до сосредоточения русских сил, персы вывели из крепости до 9 тысяч человек в надежде, что, когда русские окружат крепость, появится возможность ударить им в тыл. Однако этим планам не суждено было сбыться, а персидские части, по сообщению полковника Н. Н. Раевского, бежали в сторону Османской границы. На территории Эриванской крепости персидские силы имели от 22 (36) до 50 орудий и от 4 до 7 тысяч человек.
К 26 сентября (7 октября) войска главнокомандующего Отдельным Кавказским корпусом И. Ф. Паскевича уже начали сосредоточение в двух километрах от города у реки Раздан. На следующий день состоялся военный совет, на котором, после проведённой рекогносцировки, которую проводил в том числе и Паскевич, было принято решение о том, что будущий штурм крепости следует начинать с юго-восточной стороны.
Из донесения полковника Муравьёва:
Действие осадных орудий всего более оказалось на умах и нравственности персян, которые и после ещё говорили, что мы стреляли из таких больших пушек. что ядра их, пробивая обе стены крепости, долетали до Араратской горы и её ещё пробивали насквозь
Русские войска в составе Кабардинского и 39-го егерского полков, а также батальонов Севастопольского и Крымского полков расположили осадную артиллерию вокруг крепости (от восточной стены крепости орудия стояли в 630 метрах), а часть — на правом берегу Раздана. 24 сентября (4 октября) с юго-востока была начата осада, на следующий день заработали артиллерийские батареи, постепенно наращивая число орудий. В первый же день была пробита стена Сардарского дворца. Персидская артиллерия отвечала достаточно энергично, однако из-за слабой подготовки гарнизона, им не удалось нанести какой-либо урон русской армии. Одновременно с работой артиллерии, солдаты русской армии начали рыть траншеи вокруг крепости. К 27 сентября (9 октября) артиллеристы Паскевича имели уже пять осадных батарей. Орудия работали круглосуточно. Гассан-хан с приближёнными безуспешно попытался сбежать из крепости на север, планируя перебраться через Раздан, но наткнувшись на русское охранение, был вынужден вернуться в крепость.
К концу первой декады октября положение в крепости сильно усложнилось. К ночи была устроена новая брешь-батарея на 16 осадных орудий на расстоянии чуть более 300 метров. Высока была вероятность прорыва защитников крепости, и для исключения подобного сценария Паскевич приказал силам в пехотный батальон, дивизион уланских казаков, казачьи полки с 4-мя орудиями обойти крепость с северной стороны. На противоположном берегу Раздана расположился отряд из Драгунского Нижегородского и двух казачьих полков с 4-мя орудиями под командованием генерала Щабельского.
К 29 сентября (11 октября) крепость осаждало уже 50 орудий. Тогда же удалось разрушить восточную угловую башню, а большинство домов на территории крепости были разрушены или повреждены. Паскевич поставил условие Гассан-хану сдать крепость и предложил свободный выход всему гарнизону. Первоначально Гассан-хан молчал, однако через день после того, как русские установили дополнительную батарею из шести орудий, к Паскевичу был направлен парламентёр с сообщением о том, что персидская сторона принимает условия сдачи, но предварительно просит узнать мнение принца Аббаса Мирзы. Паскевич ответил отказом, на чём переговоры и завершились. Артиллерия заработала вновь, а солдаты продолжали копать траншеи в тёмное время суток, оставаясь незаметными для защитников крепости из-за облачной погоды, подбираясь всё ближе ко рву. Армянское население крепости регулярно передавало русскому командованию важные сведения о персидских войсках на территории крепости. К 1 (14) октября на территории крепости были колоссальные разрушения. Тогда же местное армянское население подняло восстание против сарбазов, оборонявших крепость, а также потребовало у Гассан-хана сдачи города русской армии.
Обстрел продолжался 7 дней. Первыми на территорию крепости проникли части Сводного лейб-гвардии полка во главе с полковниками Гурко и Шиповым, заняв юго-восточную башню. Одновременно, чтобы взять крепость в кольцо, части отряда Красовского (Кабардинский, 39-й Егерский полки, 1 батальон Крымского и 1 батальон Севастопольского полков) подошли ко рву с северной стороны. Следом за ними последовали две гвардейские роты. Красовский с адъютантами перешёл ров и встал перед Северными воротами крепости. Последовало требование об открытии ворот. После прозвучавших из крепости выстрелов и убийства генерала Белова ворота были открыты. Гассан-хан спрятался в одной из мечетей, где и был взят в плен вместе со своей свитой. Армянское население встретило ликованием русские части и видело в них своих спасителей.

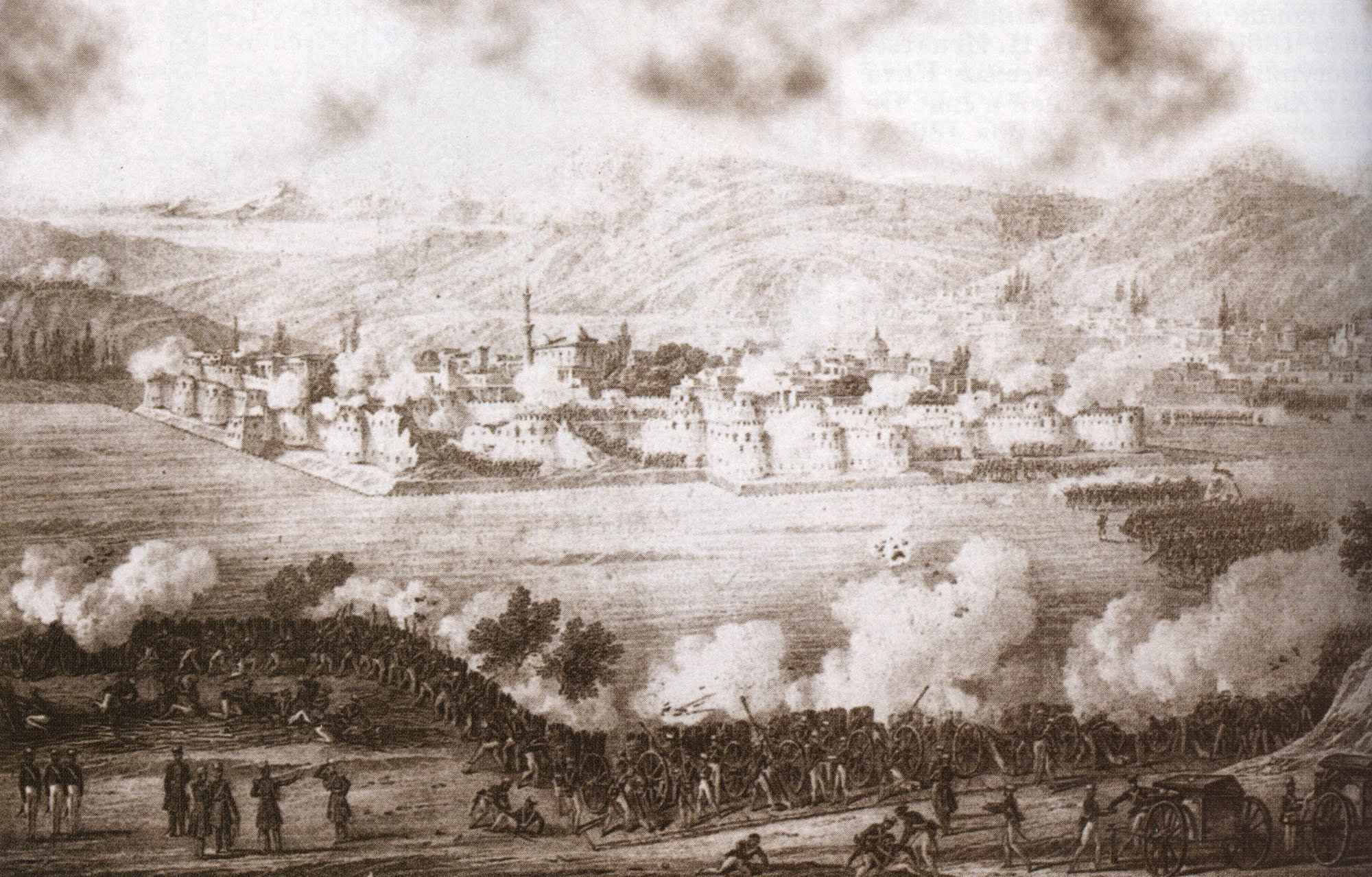
Взятие крепости Эривань. Художник К.П. Беггров
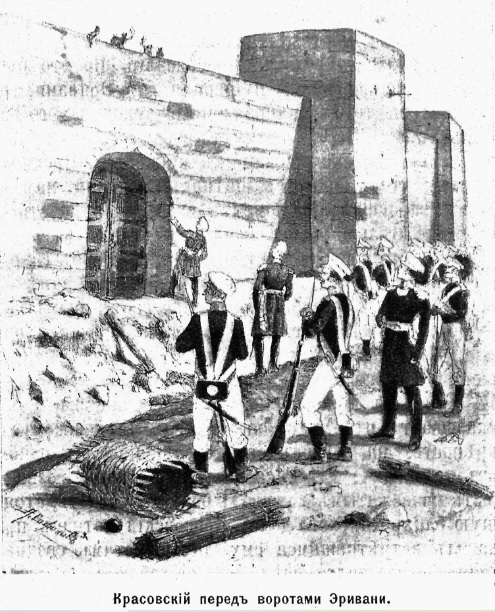
Генерал А. И. Красовский с генерал-лейтенантом Сухтеленом, генерал-майором Лаптевым и обер-аудитором Беловым перед Северными воротами крепости

### Свидетельства
Участник войны Е. Е. Лачинов, с гордостью за освободительную миссию России, описывал с каким восторгом встречали русских освободителей армяне Эривани: 
Почти все жители г. Эривани были заперты в крепости и происшедшее от того стеснение много помогло нам. Трогательные картины радости, с которой встречали нас армянские семейства, когда мы занимали оную, не описаны. Не говоря о том, что они предвидели счастливую будущность, освободившись от тягостного ига персиян, блаженствовать под правлением России, достаточно представить бедственное положение их во время осады, чтоб верить искренности восторгов, ими изъявленных.
Армянский просветитель и писатель Хачатур Абовян писал в своём романе «Раны Армении» (1841):
Стоило русскому солдату ступить ногой в крепость - и в тысяче мест, в тысяче окон люди не в силах были открыть уста, так душили их радостные слезы. Но у кого было сердце в груди, тот ясно видел, что эти воздетые руки, эти застывшие, устремленные на небо глаза говорят и без слов, что даже разрушение ада не могло бы иметь для грешников той цены, какую имело взятие Эриванской крепости для армян!

## Последствия
Эривань была взята войсками под руководством генерала И. Ф. Паскевича, получившим за это титул графа Эриванского и орден Святого Георгия II степени. Красовский получил орден Святой Анны I-й степени. Графам Сухтелену, Унтилье и Труссону был вручен орден Святого Георгия III степени. Потери русской армии составили всего 55 человек убитыми и ранеными (из них 3 офицера). Войскам Паскевича достались значительные трофеи и большое число пленных (около 3 или 4 тысяч сарбазов, все высшие офицеры и лично Гассан-хан), 4 боевых знамени, большое количество оружия, боеприпасов и провианта, 49 орудий и 50 фальконетов. В начале ноября в столице Российской империи Санкт-Петербурге прошла торжественная процессия, в ходе которой ключи от Эриванской крепости и 4 захваченных знамени провезли по улицам города.
13 (26) октября войска под командованием князя Г. Е. Эристова и полковника Муравьева заняли Тебриз, через 6 дней в город прибыл генерал Паскевич. 10 (22) февраля 1828 года между Российской империей и Персией был заключён Туркманчайский мирный договор, согласно которому, часть территории Восточной Армении (Эриванское и Нахичеванское ханства) вошли в состав России, а граница между империями устанавливалась по реке Аракс и южным склонам Малого Арарата. Кроме того, на Персию налагалась контрибуция в 20 млн руб. серебром. Согласно XIII статье договора, все пленные, захваченные русской армией, в течение 4-х месяцев должны были быть возвращены в Персию.
Вскоре после взятия крепости, российские войска организовали во Дворце Сардара импровизированный театр, в котором Александр Грибоедов впервые поставил пьесу «Горе от ума».

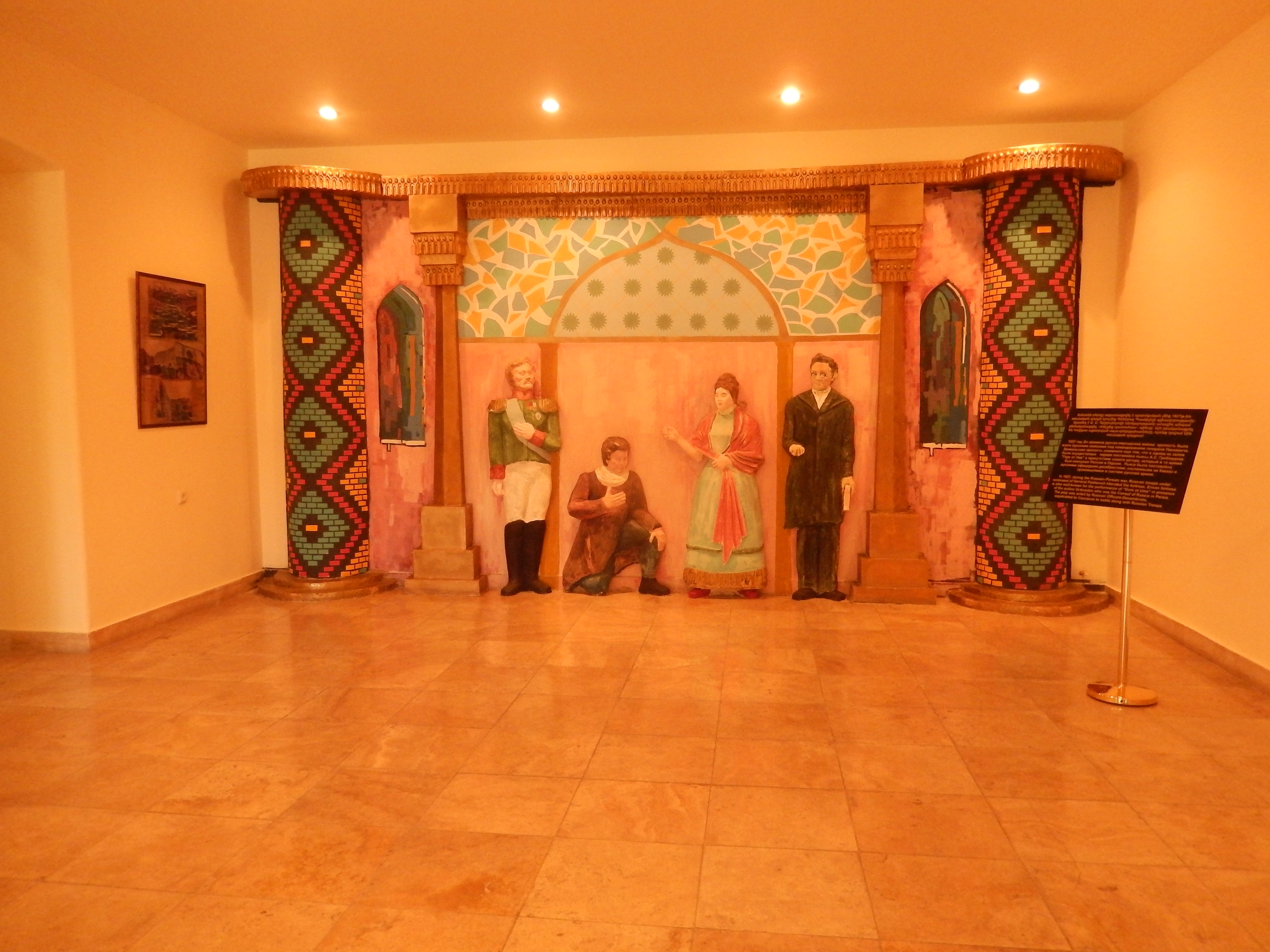
Точное место, где впервые была поставлена пьеса. Сегодня — территория Ереванского комбината «Арарат»
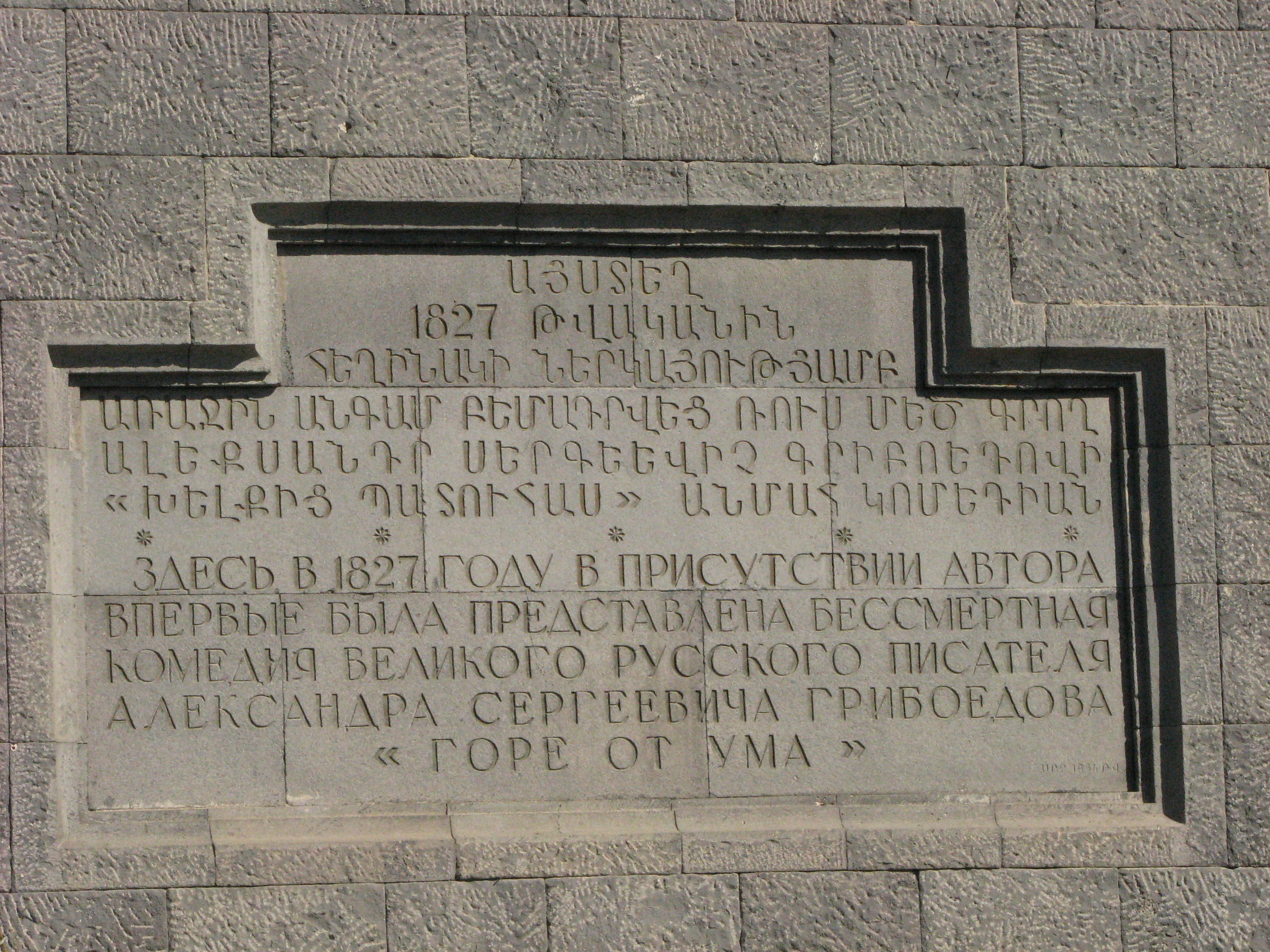
Памятная надпись на стене комбината

Уже через 5 дней после взятия крепости, И. Ф. Паскевичем было организовано и утверждено временное областное управление завоёванными территориями (военная администрация) под председательством начальствующего над войсками, расположенными в области, генерала А. И. Красовского, коменданта Эриванской крепости подполковника А. Бородина и армянского епископа Нерсеса V (будущего Католикоса Всех армян).
Высочайшим указом правительствующему Сенату от 21 марта (3 апреля) 1828 года № 1888 из территорий Эриванского и Нахичеванского ханств была образована Армянская область с центром в Эривани.

## Память
За особые отличия и храбрость личного состава во взятии крепости 7-й карабинерный полк (бывший 17-й егерский полк) в конце 1827 года был переименован в Эриванский карабинерный полк. Титул «Эриванский» полк носил вплоть до своего расформирования в 1918 году.
Первоначально, памятник И. Ф. Паскевичу (скульптор Беник Петросян) был установлен в 1978 году к 150-летию присоединения Восточной Армении к России в городе Кировакан, однако во время Спитакского землетрясения 1988 года он был утерян. Позднее памятник был найден усилиями членов общественной организации «Друзья России». В 2003 году бюст Ивана Федоровича был установлен на месте, где находилась его ставка во время осады крепости, сегодня это место носит название «Холм Паскевича» и расположено в районе Норагюх Еревана.

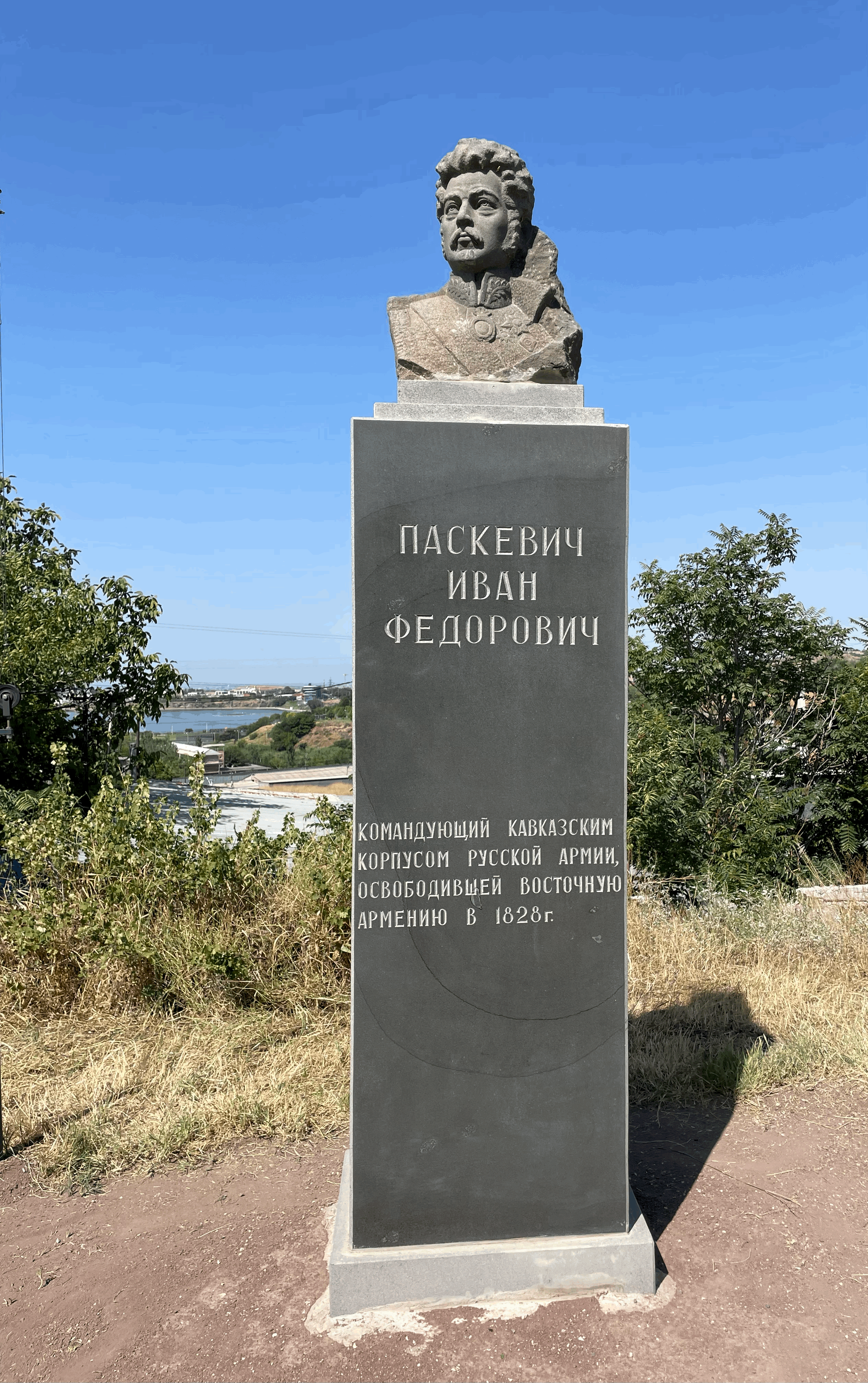
Бюст И.Ф. Паскевича в Ереване

|                                                                       |  |
| Оружие, применявшееся сторонами во время войны, Музей истории Еревана |  |